# Le Temps de mourir
Pour plus de détails, voir Fiche technique et Distribution.
Le Temps de mourir est un film d'André Farwagi réalisé en 1969, sorti en 1970. 

## Synopsis
Max Topfer, un homme d'affaires qui a réussi et qui vit en solitaire entouré de gardes du corps, reçoit un jour un film, échappé des mains d'une cavalière blessée dans une chute de cheval. Le film montre son propre assassinat par un tireur inconnu. Max essaie d'abord de se renseigner auprès de la jeune blessée. Mais elle est amnésique. On s'aperçoit même, peu à peu, qu'elle a seulement la "mémoire du futur".

## Fiche technique
- Titre : Le Temps de mourir
- Réalisation : André Farwagi
- Scénario : Alain Morineau et André Farwagi
- Assistant réalisateur : Patrick Bureau
- Musique : Karel Trow
- Photographie : Willy Kurant
- Décors : Jean-Claude Gallouin
- Son : Séverin Frankiel
- Production : Michel Cousin et Albert Koski
- Directeur de production : Hubert Mérial
- Cascades : Roland Urban (cascadeur accident Jaguar)
- Année : 1969
- Genre : Science-fiction (Uchronie), thriller
- Durée : 80 minutes
- Format :
- Pays :  France
- Date de sortie : le 8 juillet 1970[1]

## Distribution
- Bruno Cremer : Max Topfer
- Anna Karina : la jeune fille
- Jean Rochefort : Hervé Breton
- Catherine Rich : Isabelle Breton
- Daniel Moosmann : Marco, un gardien
- Billy Kearns : Helmut
- Michel Beaune : Castagnac
- Jacques Debary : le docteur
- François Nadal
- Béatrice Costantini : Evelyne, la secrétaire de Breton
- Georges Ser : Martin

## Récompense
- Prix de la critique : Berlinale 1970[2]